# مملكة وو الشرقية
|الامبراطور {سان كوان}
|رئيس الوزراء {لوتشون}

الممالك الثلاث

مملكة وو، المعروفة أيضاً باسم وو الشرقية (بالصينية: 東吳) وكذلك سون وو (بالصينية: 孫吳)، كانت إحدى الممالك الثلاث التي كانت تتنازع على حكم الصين بعد سقوط سلالة هان الحاكمة. استمرت المملكة من عام 222 حتى 280. المملكتان الأخرتان كانتا مملكة واي في وسط وشمال الصين، ومملكة شو في الغرب.

## التأسيس والسقوط
اعتبر سون تشوان المنطقة في عهده تحت حكم الإمبراطور هان 
وبعد استيلاء تساو بي على عرش الإمبراطور شيان. لم يوافق الجنرال ليو باي على ذلك لذلك قام بتنصيب نفسه إمبراطورا لعرش هان بدلا من الإمبراطور شيان، وفي نفس السنة أعلن سون تشوان نفسه إمبراطورا على وو.
ظلت المملكة تحت حكمه حتى وفاته في سنة 254م وقام بشن عدة حملات ضد مملكة واي وبعد وفاة الجنرال شو يو أعاد ترسيخ تحالفه مع شو.
في سنة 220 قام الجنرال لو مينغ تشن حملة ضد مملكة شو لإستعادة منطقة جينغ شو فتمكن من قتل الجنرال كوان يو.
لاحقا في سنة 243 إستولت عشيرة سيما بقيادة سيما يي بعد حادثة مقابر غاو بينغ على سلطات حكام مملكة واي وأصبح أباطرة واي دمية في يدهم.
لاحقا بعد وفاة سيما يي في سنة 251 فتحت مملكة شو بواسطة سيما زاو في سنة 264.
بعد ذلك وفي سنة 264م قام سيما يان بأخذ العرش من إمبراطور مملكة واي وتأسيس أسرة جين (265-420).
قام سيما يان بفتح المملكة سنة 280م فيما عرف بسقوط مملكة وو الشرقية

## معرض صور

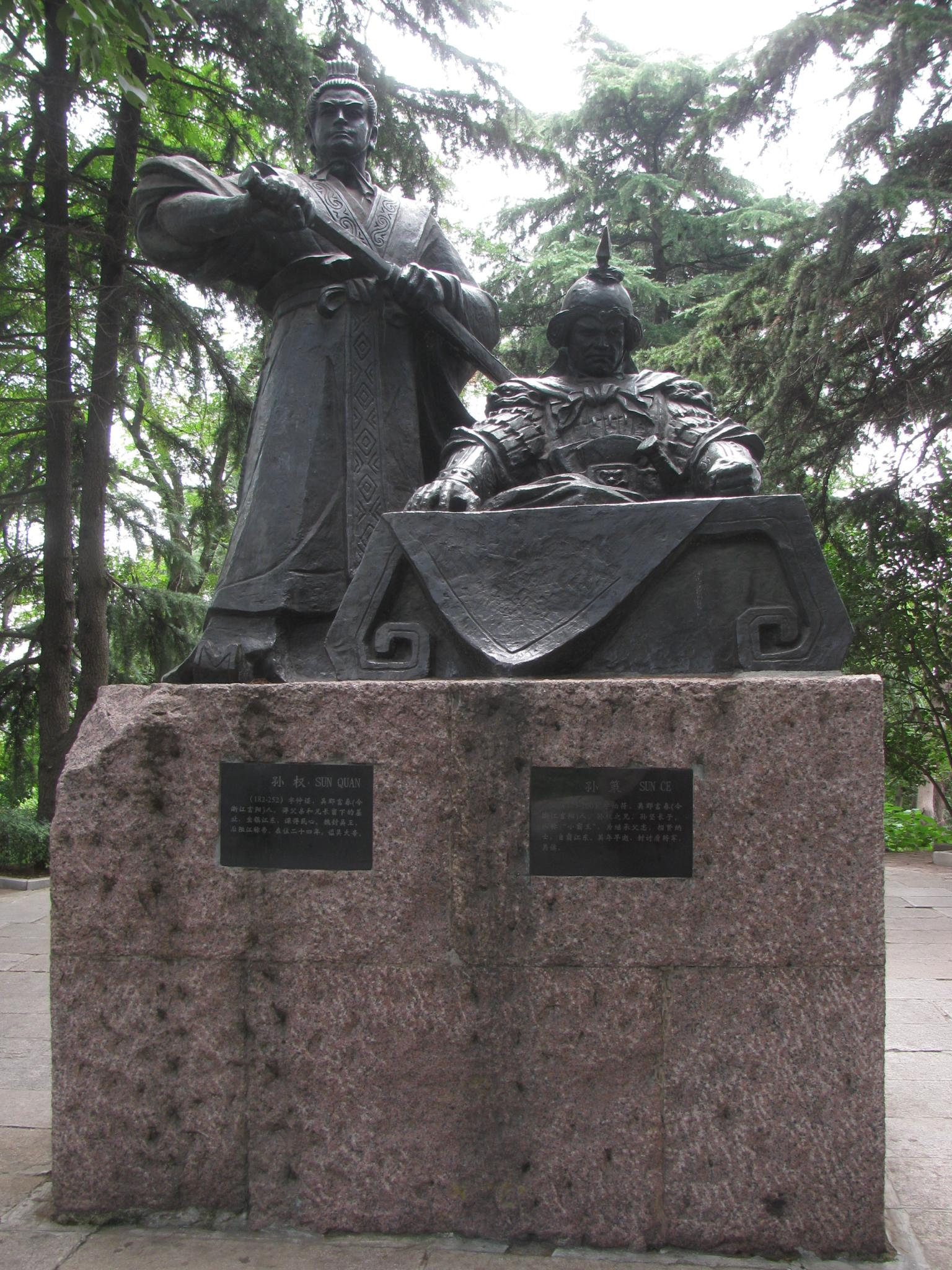
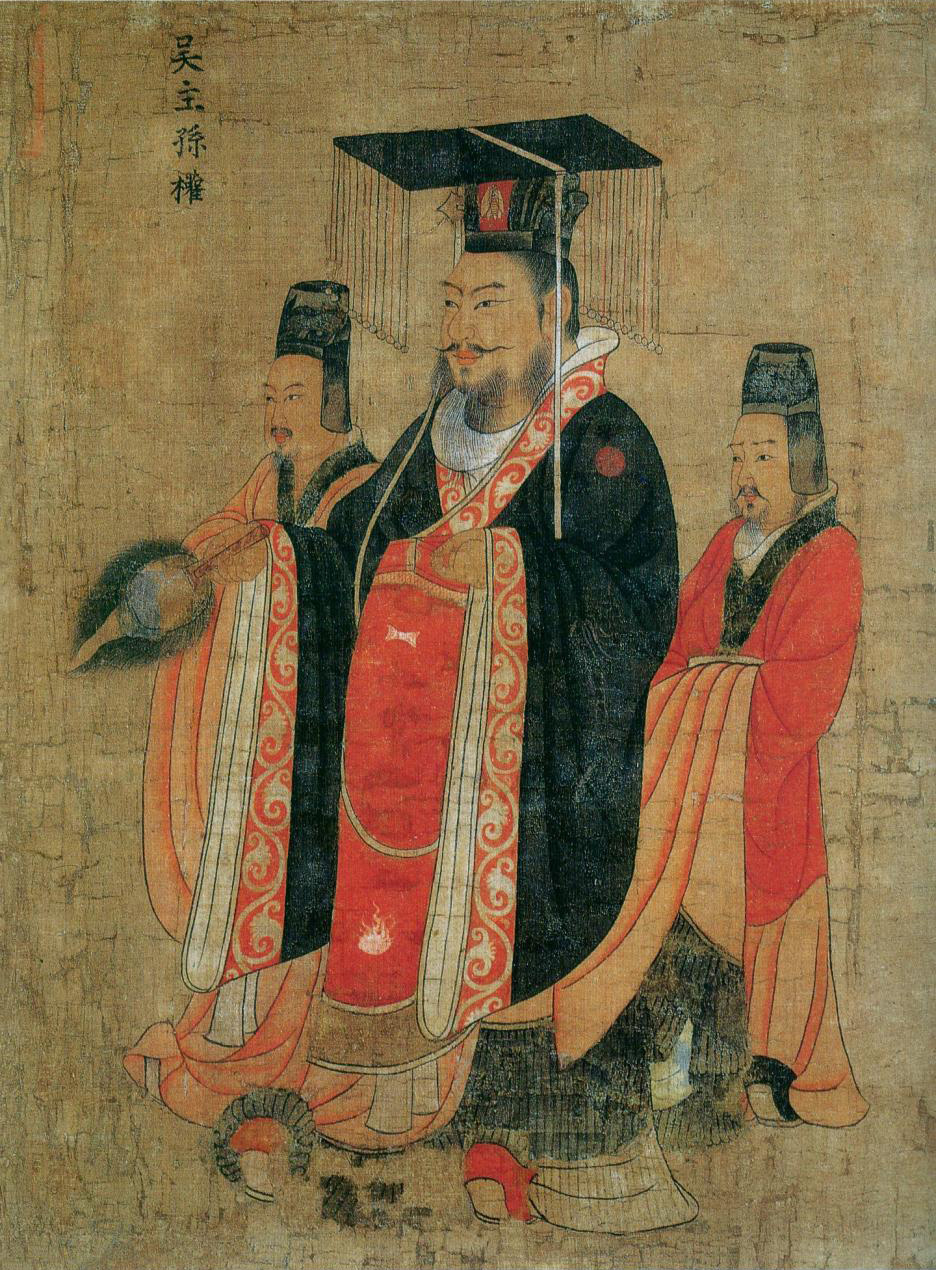
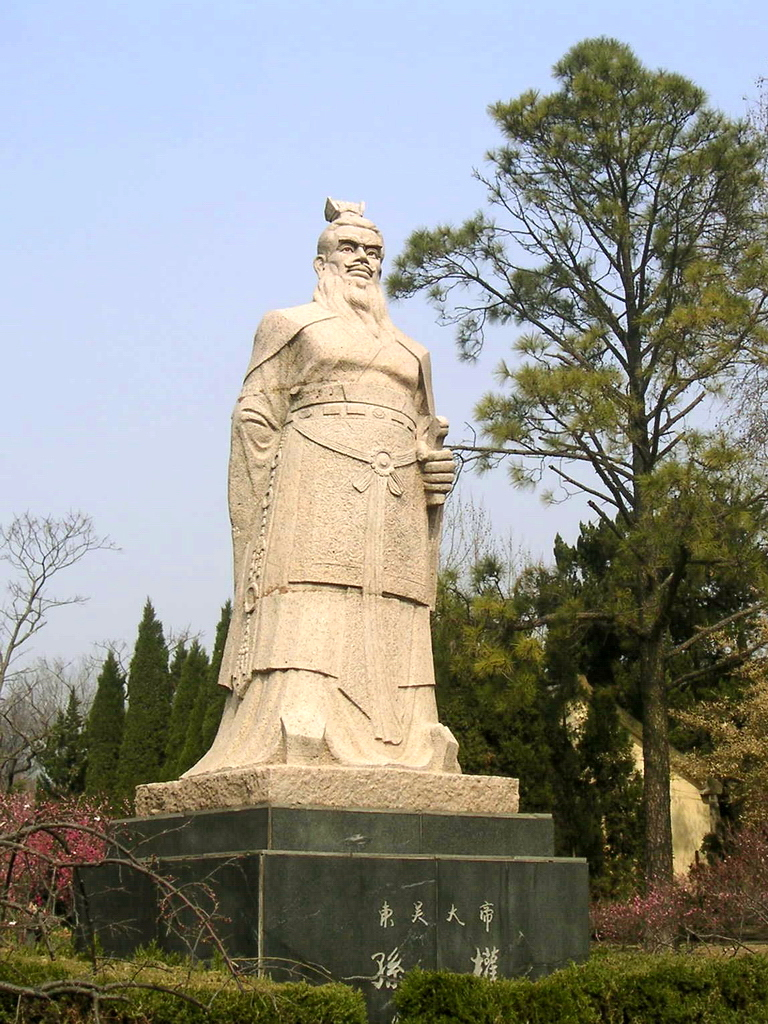
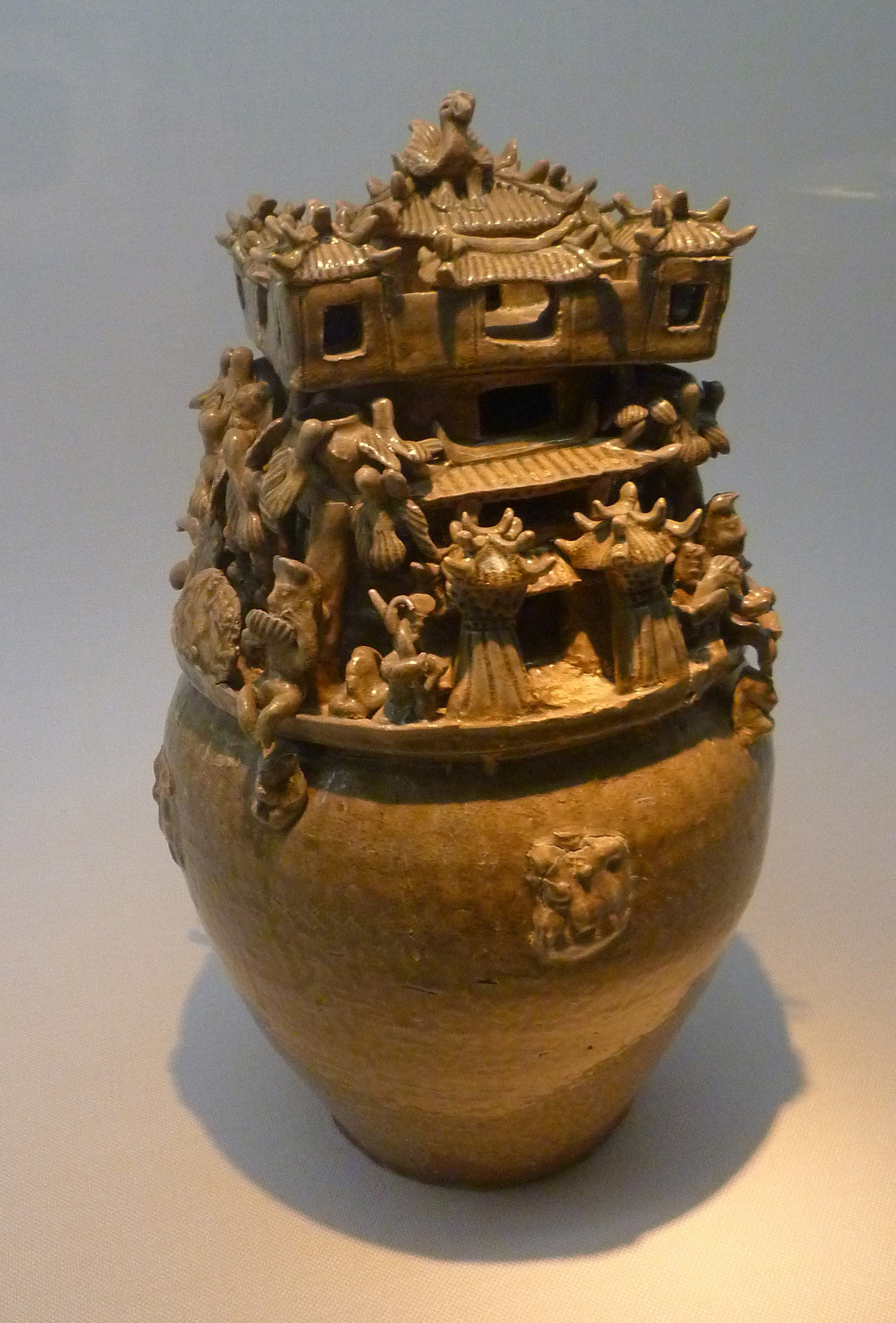

## حكام مملكة وو
- 222 - 252: سون تشوان (孫權)
- 252 - 258: سون ليانغ (孫亮)
- 258 - 264: سون شيو (孫休)
- 264 - 280: سون هاو (孫皓)